# Trần Thị Thùy Dung
Trần Thị Thùy Dung (sinh ngày 18 tháng 2 năm 1990 tại Đà Nẵng), là Hoa hậu Việt Nam 2008. Cô giành chiến thắng trong cuộc thi Hoa hậu quốc gia lần thứ 11 được tổ chức vòng chung kết vào tháng 8 năm 2008 tại thành phố Hội An, tỉnh Quảng Nam. Trong suốt lịch sử cuộc thi Hoa hậu Việt Nam tổ chức từ năm 1988, cô là hoa hậu đầu tiên đến từ khu vực Trung Bộ.
Cô cũng là một trong những hoa hậu Việt sở hữu chiều cao lý tưởng nhất (1,78 m khi đăng quang và 1,81 m năm 2014)

## Tiểu sử
Hoa hậu Việt Nam 2008 Trần Thị Thùy Dung quê gốc ở tỉnh Quảng Nam, lớn lên ở thành phố Đà Nẵng. Cô là con út trong một gia đình theo đạo Công giáo gồm 4 anh chị em. Cô là cựu học sinh trường Phổ thông trung học Quang Trung, Đà Nẵng.
Sở thích của cô là bơi lội, đọc sách, ca hát và viết nhật ký.
Thùy Dung được người thân, bạn bè thời phổ thông nhận xét là một cô gái sống nội tâm và hòa đồng, cô có thói quen chăm chút cho cuốn nhật ký mỗi ngày. Trong cuốn nhật ký lưu giữ thời còn học sinh, Thùy Dung đã tự sự: "Tôi là một người hơi ít nói, sống thiên về nội tâm và hay suy tư lặng lẽ. Có thể tôi giữ một vẻ mặt có vẻ lạnh lùng và hay im lặng, nhưng thực ra tôi lại hay quan sát và để tâm đến nhưng điều nhỏ nhặt xung quanh mình. Các mối quan hệ được tôi vun trồng theo cách chậm và chắc. Một chút bí ẩn rắc rối tồn tại trong con người tôi làm mọi người muốn khám phá. Chính điều này tạo nên sự thu hút của tôi… ".
Trong gia đình, Thùy Dung là người có thiên hướng nghệ thuật nhất trong số các anh chị em. Cô theo học piano nhiều năm trước và sau khi dự thi hoa hậu. Thùy Dung cũng là thành viên Câu lạc bộ thời trang Đà Nẵng và thỉnh thoảng làm người mẫu cho một số chương trình.
Khi còn là học sinh phổ thông, Thùy Dung từng đoạt danh hiệu Á khôi 1 trường PTTH Quang Trung năm cô học lớp 10. Trước khi tham dự cuộc thi Hoa hậu Việt Nam 2008, Thùy Dung đã đăng ký vào trường Newton International College và nhận được giấy báo nhập học. Từ đầu học kỳ 2 năm lớp 12 cô nghỉ học trường PTTH Quang Trung để chuẩn bị du học. Mặc dù chưa thi tốt nghiệp PTTH, song thể lệ cuộc thi HHVN 2008 chấp nhận cả thí sinh còn đang học bậc phổ thông (đủ 18 tuổi trở lên), do đó Thùy Dung đã quyết định đăng ký dự thi.
Cô tham dự cuộc thi Hoa hậu Việt Nam lần thứ 11 tổ chức tại Hội An, Quảng Nam, vượt qua hơn 40 thí sinh vào chung kết toàn quốc và đăng quang ngôi vị Hoa hậu Việt Nam ở tuổi 18.

## Hoa hậu Việt Nam 2008

### Quá trình dự thi
Trong quá trình dự thi Hoa hậu Việt Nam 2008, Trần Thị Thùy Dung luôn được đánh giá là ứng viên sáng giá có khả năng giành vượng miện nhất cùng với một số thí sinh khác như: Lâm Thu Hằng, Nguyễn Thụy Vân, Đậu Thị Hồng Phúc, Nguyễn Hồng Nhung... Thùy Dung sở hữu một chiều cao lý tưởng (1,78m - năm 2008 và 1,82 m năm 2011), một dáng vóc đẹp rất chuẩn, cân đối nhân trắc học với các số đo hình thể 86 - 61,5 - 91 và một làn da rất đẹp mà giám khảo Bùi Bích Phương (HHVN 1998) nhiều lần khen ngợi trên báo chí. Cô có mái tóc dài duyên dáng và mang một vẻ đẹp rất nền nã Á Đông nhưng vẫn kiêu sa lộng lẫy, pha nét trong sáng mộc mạc, thuần Việt đồng thời vẫn rạng rỡ và rất sáng sân khấu khi trong trang phục dạ hội là những yếu tố giúp vẻ đẹp Thuỳ Dung luôn "hút" ánh nhìn của những người đối diện mỗi nơi cô xuất hiện. Cô cũng là thí sinh hiếm hoi đi dự thi mà không có đội ngũ ekip phục vụ và người nhà đi cùng hỗ trợ. Ngoài ra, Thuỳ Dung cũng gây nhiều thiện cảm trong con mắt của Ban giám khảo, các phóng viên truyền thông và các thí sinh dự thi chính bởi sự giản dị mộc mạc, chân thành và hồn nhiên, không khoa trương trong tính cách và tâm hồn của mình.
Trong suốt gần một tháng diễn ra vòng chung kết Hoa hậu Việt Nam 2008, Thùy Dung luôn nổi bật qua các phần thi phụ Hoa hậu Ảnh, Hoa hậu Biển, Hoa hậu Thể thao và Hoa hậu Thân thiện. Trong phần thi Hoa hậu Ảnh, Thùy Dung gây ấn tượng mạnh với các phóng viên nhiếp ảnh và Ban giám khảo bởi phong thái đằm thắm và vẻ đẹp cuốn hút trong tà áo dài hoa xanh khi tạo dáng bên khung cửa. Ở phần thi Hoa hậu Thể thao và Hoa hậu Biển, Thùy Dung cùng Nguyễn Thị Ngọc Hà (Quảng Ninh) là hai thí sinh có năng khiếu bơi lội giỏi nhất, thường được chọn để ghi hình cho nhân vật trung tâm của Đài truyền hình.
Trước đêm chung kết, Thùy Dung được giới truyền thông đánh giá là gương mặt sáng giá hàng đầu cho ngôi vị Hoa hậu Việt Nam.

### Đăng quang
Ngày 31 tháng 8 năm 2008, đêm chung kết cuộc thi Hoa hậu Việt Nam 2008 được tổ chức với quy mô lớn nhất trong lịch sử cuộc thi trở về trước tại sân khấu nổi trên quảng trường sông Hoài, Hội An. Trần Thị Thùy Dung mang số báo danh 087 thực hiện tốt 4 phần thi áo dài, áo tắm, áo dạ hội và phần thi ứng xử. Câu trả lời ứng xử của cô được đánh giá là tự nhiên, chân thật, trôi chảy và giàu cảm xúc.
Câu hỏi ứng xử Thùy Dung được hỏi trong đêm chung kết là: "Bạn sẽ nghĩ gì nếu đêm nay không trở thành hoa hậu?" Câu trả lời của cô là:
Khi đến với cuộc thi này, tất cả các thí sinh đều mong muốn đạt được ngôi vị cao nhất là trở thành Hoa hậu của cuộc thi. Nếu đêm nay tôi không được trở thành hoa hậu thì đương nhiên tôi cũng sẽ có một chút buồn. Nhưng điều đó không phải điều quan trọng nhất.
Bởi lẽ đến với cuộc thi này, tôi cùng các thí sinh khác đã tham gia vào các hoạt động xã hội có ý nghĩa. Tôi được tham gia vào một sân chơi và học hỏi được rất nhiều điều. Tôi đã hoàn thiện bản thân hơn, trở nên tốt hơn, mạnh dạn hơn, tự tin hơn. Đó là niềm hạnh phúc nhất.
Quan trọng nhất, tất cả các thí sinh đã có những ngày tháng rất vui, những lời tâm sự rất chân thực, đó là những kỷ niệm tuyệt vời đối với tôi.
Nếu như tôi không đoạt ngôi vị hoa hậu, chắc chắn sẽ có một bạn thí sinh khác đoạt được ngôi vị này. Và tôi tin rằng, đó là người xứng đáng. Tôi mừng vì cuộc thi này đã tìm ra được một người xứng đáng nhất.

Sau phần thi ứng xử của mình, Trần Thị Thùy Dung đã đăng quang ngôi vị Hoa hậu Việt Nam 2008. Hai gương mặt còn lại trong Top 3 là Á hậu 1 Phan Hoàng Minh Thư và Á hậu 2 Nguyễn Thụy Vân. Phần thưởng cho danh hiệu Hoa hậu của cô là 150 triệu đồng tiền mặt và một chuyến du lịch nước ngoài. Việc cô đăng quang không nằm ngoài dự đoán của giới chuyên môn.
Trong buổi phỏng vấn chính thức sau lễ đăng quang, Thùy Dung đã tuyên bố trích 90% số tiền thưởng của mình để đóng góp cho Quỹ vì người nghèo của quê hương Quảng Nam.
Với cương vị Hoa hậu mới nhận được, cô cũng quyết định tạm hoãn lại ý định du học để dành thời gian cho các công tác xã hội do ban tổ chức đề ra.

### Sự cố sau đăng quang
Quy chế Tổ chức thi Hoa hậu của Bộ Thông tin và Truyền thông có hiệu lực từ năm 2006 quy định thí sinh dự thi phải tốt nghiệp PTTH.Báo Tiền Phong số báo ra ngày 23/1/2008 và 24/1/2008 có đăng tải thông báo mời cùng thể lệ tham gia cuộc thi Hoa hậu Việt Nam 2008" quy định "Trình độ văn hóa: Tốt nghiệp THPT".
Vài ngày sau khi đăng quang hoa hậu, báo chí Việt Nam và dư luận xôn xao về thông tin Thùy Dung chưa tốt nghiệp trung học phổ thông, do nghỉ học từ giữa năm lớp 12. Thông tin này được hiệu trưởng trường Quang Trung, nơi cô đã theo học năm lớp 12, khẳng định, và thanh tra của Sở giáo dục Đà Nẵng xác nhận.
Báo Đất Việt đưa tin về sự bất thường trong học bạ của Thùy Dung, mà theo bố cô thì "Trong hồ sơ, rất có thể Thùy Dung photo bảng điểm từ học bạ nói trên để nộp cho ban tổ chức nhằm đáp ứng điều kiện dự thi" , theo đó học bạ của cô có kết quả của cả hai học kỳ năm lớp 12 (với điểm trung bình học kỳ 1 là 6,8 và học kỳ 2 là 7,1). Tuy vậy, bà Lê Thị Mỹ nguyên Hiệu phó Trường Trung học phổ thông Quang Trung, sau khi xem xét học bạ lại thấy nhiều chữ ký của các giáo viên không hề có thời gian dạy ở trường, hoặc đã thôi dạy từ cuối năm 2007. Báo Tuổi trẻ đặt câu hỏi nghi ngờ về một học bạ giả của tân hoa hậu, sau khi đăng công văn phúc trình của ban giám hiệu Trường Trung học phổ thông Quang Trung gửi Sở GD-ĐT thành phố Đà Nẵng cho thấy Trần Thị Thùy Dung chỉ học hết lớp 10 và lớp 11.
Ngày 4 tháng 9, ông Dương Xuân Nam, Trưởng ban tổ chức cuộc thi Hoa hậu Việt Nam 2008, cho biết: "Hội đồng chỉ đạo và ban tổ chức quốc gia đã họp và kết luận thí sinh Trần Thị Thùy Dung không vi phạm quy chế". Ông Nam cho biết, thể lệ cuộc thi Hoa hậu Việt Nam 2008 chỉ yêu cầu thí sinh "có trình độ học vấn PTTH" trở lên chứ không yêu cầu "có trình độ tốt nghiệp PTTH". Cũng theo ông Nam, quy chế này giống với các cuộc thi HHVN kể từ năm 2002 trở về trước, được bỏ đi cụm từ "tốt nghiệp" để mở rộng cơ hội cho những người đẹp triển vọng từ 18 tuổi trở lên, nhưng vì một lý do nào đó, chưa tốt nghiệp PTTH có thể được tham dự, đồng thời cũng để bám sát hơn với quy chế của các cuộc thi sắc đẹp quốc tế. Sự thay đổi này đã được đăng tải công khai trên website chính thức của cuộc thi HHVN 2008 .
Dư luận đã có những ý kiến nghi ngờ về sự nhất quán của Trưởng ban tổ chức hoa hậu Việt Nam. Tuy nhiên thực tế, ông Dương Xuân Nam đã từng nêu rõ quan điểm của mình trên trang báo điện tử VTC News tại thời điểm tháng 4/2008 - thời điểm cuộc thi Hoa hậu Việt Nam 2008 mới đang trong giai đoạn tuyển lựa thí sinh trên cả nước và chưa diễn ra đêm chung kết . Đây là thời gian Cục nghệ thuật biểu diễn vừa tổng kết 2 năm thực hiện Quy chế tổ chức hoa hậu ban hành từ tháng 3/2006 còn tồn tại nhiều bất cập và hạn chế nên lấy ý kiến góp ý của các nhà chuyên môn và dư luận để điều chỉnh. Trong bài báo, Ông Dương Xuân Nam khi trả lời phỏng vấn về vấn đề trình độ tối thiểu của thí sinh thi hoa hậu đã thể hiện rõ quan điểm "chỉ nên yêu cầu thí sinh có trình độ trung học phổ thông, không nên yêu cầu phải tốt nghiệp PTTH", hoàn toàn nhất quán với những phát biểu của ông về sau này:
"Tổng biên tập báo Tiền Phong, ông Dương Xuân Nam cũng cho rằng chỉ cần yêu cầu thí sinh có trình độ trung học phổ thông. Việc quy chế yêu cầu phải tốt nghiệp trung học mới được thi hoa hậu là không nên vì có nhiều người đẹp rất thông minh nhưng phải đi lao động ở miền núi hải đảo, hoặc có hoàn cảnh khó khăn không tốt nghiệp được phổ thông trung học. Nhiều nữ thanh niên trong lực lượng vũ trang, nữ thanh niên dân tộc thiểu số, nữ công nhân cũng có thể không đáp ứng được yêu cầu này. Theo ông, trên thực tế cuộc thi Hoa hậu không phải là cuộc thi đại học mà là một sân chơi văn hóa. (- trích bài báo "Thi Hoa hậu có cần tốt nghiệp trung học?", báo điện tử VTC News ngày 19/04/2008."
Việc ban tổ chức thay đổi thể lệ như trên chưa được sự phê chuẩn của Bộ văn hóa TT DL là lỗi thuộc về ban tổ chức, chứ không thuộc về các thí sinh. Và Ban tổ chức Hoa hậu Việt Nam 2008 đã bỏ phiếu giữ vương miện cho người đẹp Đà Nẵng.
Năm học 2008-2009, Hoa hậu Trần Thị Thùy Dung đã trở lại trường để hoàn thành nốt bậc học PTTH.

### Dự thi quốc tế
Ngay sau khi đăng quang, tên và hình ảnh của Thùy Dung đã xuất hiện trên trang web uy tín chuyên đăng tải về các cuộc thi sắc đẹp Globalbeauties với tư cách là thí sinh đại diện Việt Nam tại cuộc thi Hoa hậu Thế giới 2008 được tổ chức tại Johannesburg, Nam Phi vào tháng 11 năm 2008. Quy chế cuộc thi Hoa hậu thế giới không yêu cầu tiêu chí "tốt nghiệp PTTH". Tuy nhiên, chiếu theo quy chế cử đại diện thi thế giới của Cục nghệ thuật biểu diễn Việt Nam, Thùy Dung đã không được chọn là đại diện Việt Nam tham dự cuộc thi này bởi cô chưa tốt nghiệp PTTH.
Á hậu 2 cuộc thi Hoa hậu Hoàn vũ Việt Nam 2008 Dương Trương Thiên Lý được lựa chọn tham gia cuộc thi này.
Sau khi tốt nghiệp PTTH, hoa hậu Thùy Dung đã tham gia và có nhiều thành công trong hoạt động nghệ thuật. Với nhiều thế mạnh về sắc vóc, phong cách, kỹ năng, kinh nghiệm của mình, Hoa hậu Thùy Dung trở thành ứng viên sáng giá hàng đầu cho các cuộc thi sắc đẹp quốc tế. Bà Nguyễn Thúy Nga - Giám đốc công ty Elite Việt Nam - đơn vị từng nhiều năm giữ bản quyền đưa người đẹp Việt Nam dự thi Hoa hậu Thế giới đã có nhiều nhận xét tích cực, đánh giá cao về khả năng và cơ hội của ứng viên Trần Thị Thùy Dung trong nhiều bài báo..
"Bên Elite đã chính thức làm việc với Thùy Dung từ đầu năm đến nay và hiện Thùy Dung là một trong số hiếm hoi người đẹp Việt Nam đạt chuẩn thế giới về hình thể và độ chín về nhan sắc. So với nhiều người đẹp khác, Thùy Dung có chiều cao tốt và hình thể cân đối, khuôn mặt đẹp và khả năng ứng xử ngày càng hoàn thiện."
"Theo nhận định của nhiều người trong nghề, nếu đi thi thì Thùy Dung có thể sẽ lọt vào Top 15, thậm chí cơ hội còn nhiều hơn.".
Tuy nhiên, vì nhiều lý do, hoa hậu Thùy Dung vẫn chưa chính thức tham dự các cuộc thi sắc đẹp quốc tế. Điều này gây ra nhiều tiếc nuối cho Elite Việt Nam.
"Nếu đi thi Hoa hậu Thế giới, Thùy Dung có nhiều cơ hội để lọt vào top 15. Chính vì vậy, việc Thùy Dung chưa tham gia Hoa hậu Thế giới vẫn là một sự luyến tiếc với Elite. Trong dự định của chúng tôi vẫn mong mỏi một lúc nào đó sẽ đưa cô tham dự cuộc thi sắc đẹp.".
"Hoa hậu Thuỳ Dung luôn là thí sinh mà chúng tôi đánh giá rất cao về thể hình cũng như các tố chất khác! Theo thời gian Dung đã trưởng thành rất nhiều và cô thật sự là một trong những lựa chọn hàng đầu của Elite cho Hoa hậu thế giới. Tuy nhiên như tôi đã giải thích nhiều lần Dung là Hoa hậu Việt Nam 2008 và chúng tôi không thể thuyết phục được Hoa hậu Thế giới việc này. Tôi thật sự tiếc vì cá nhân tôi đã làm việc trao đổi với Dung từ năm 2012. Tuy nhiên tôi tin với những gì Dung đã có như hiện nay thì chắc chắn em sẽ còn tiến xa trong hoạt động nghệ thuật." - trích Nguyễn Thúy Nga (Giám đốc Elite Việt Nam).
Sau sự cố trên, Thùy Dung còn nhận được lời mời làm đại diện Việt Nam tại cuộc thi Hoa hậu Siêu quốc gia 2017 nhưng cô đã từ chối do không thể sắp xếp được công việc.

## Hoạt động từ thiện, xã hội
Sau khi đăng quang, Hoa hậu Thùy Dung bắt đầu những hoạt động từ thiện đầu tiên nằm trong kế hoạch của mình.
- Ngày 20 tháng 11, 2008, Hoa hậu đến thăm Hội Bảo trợ phụ nữ và trẻ em nghèo bất hạnh Thành phố Đà Nẵng. Tại đây, hoa hậu đã trao tặng 40 triệu đồng ủng hộ xây dựng Bệnh viện ung thư Đà Nẵng[31].
- Cũng trong ngày này, (ngày Nhà giáo Việt Nam) Hoa hậu đã tới thăm trường Trung học cơ sở Nguyễn Du và trường PTTH Quang Trung, những ngôi trường mà cô đã từng học tiểu học và phổ thông. Tại đây, Thùy Dung gửi tặng Quỹ học sinh nghèo hiếu học của mỗi trường số tiền 5 triệu đồng.[32]
- Sau đó, Hoa hậu Thùy Dung có chuyến hành trình tới các địa điểm: Trung tâm xã hội Thành phố Hội An, Nhà dưỡng lão Hội chữ thập đỏ Hội An, Trung tâm bảo trợ trẻ em đường phố ven biển Duy Xuyên, Trung tâm nồi cháo tình thương giúp đỡ bệnh nhân nghèo ở bệnh viện Hội An. Tại mỗi nơi, cô đã thăm, giao lưu và trao khoảng 60 triệu đồng phần tiền và quà cho trẻ mồ côi, người già neo đơn và người nghèo.[33]
- Năm 2009, Sau khi vượt qua kỳ thi tốt nghiệp, Hoa hậu Thùy Dung đã chuyển vào Thành phố Hồ Chí Minh sinh sống để thuận lợi cho việc học tập tại Đại học RMIT, phát triển sự nghiệp đồng thời tham gia các hoạt động xã hội của mình.
- Trong năm 2009, 2010 và 2011, Hoa hậu Thùy Dung đã tham gia tích cực vào các hoạt động từ thiện. Cô đã có nhiều chương trình thăm hỏi, giao lưu và tặng quà các cho trẻ em có hoàn cảnh khó khăn, người nghèo và đồng bào gặp thiên tai tại nhiều địa điểm như: Khoa Nhi - bệnh viện Ung Bướu Thành phố Hồ Chí Minh, Trung tâm trẻ em khuyết tật, mồ côi quận 12 - Thành phố Hồ Chí Minh, trường trẻ em khuyết tật Thiên Phước, huyện Củ Chi - Thành phố Hồ Chí Minh, bán đấu giá tranh ủng hộ nạn nhân lũ lụt trong chương trình từ thiện "Thương về miền Trung", tổ chức chương trình "Trung thu nhân ái" cho trẻ em khuyết tật, tổ chức chương trình "Vầng trăng yêu thương" cho trẻ em Trà Vinh, thăm hỏi, chia sẻ và trao quà cho đồng bào bão lụt Miền Trung, là Đại sứ thiện chí của tổ chức "Hiểu về trái tim" nhằm gây quỹ từ thiện giúp đỡ kinh phí phẫu thuật cho trẻ em bị bệnh tim, tham gia vận động kinh phí xây dựng và trao tặng 50 căn nhà tình thương cho đồng bào vùng lũ tại Quảng Bình, Hà Tĩnh và các tỉnh thuộc khu vực miền Tây; trở thành đại sứ tiếng nói cho cộng đồng những người thuộc giới tính thứ ba (người đồng tính) tại Việt Nam...[34][35][36][37]

Hoa hậu Việt Nam Thùy Dung cũng góp sức tham gia quảng bá cho nhiều sự kiện văn hóa - xã hội quan trọng của quốc gia như: Tuần lễ văn hóa Việt Nam - Italy, Tuần lễ văn hoá Việt Nam - Ukrine, Khai trường đường bay trực tiếp Việt Nam - Anh, Lễ hội pháo hoa quốc tế tổ chức tại Đà Nẵng, Cầu truyền hình bầu chọn Vịnh Hạ Long - Quảng Ninh, Festival Huế 2012, Lễ hội Carnaval Hạ Long 2013...
Hoa hậu Thùy Dung cũng từng được Ban tổ chức Hoa hậu Việt Nam 2012 mời góp mặt trong thành phần giám khảo lựa chọn thí sinh Hoa hậu Việt Nam khu vực phía Nam.

## Hoạt động nghệ thuật
Họa hậu Thùy Dung là một trong những hoa hậu Việt hiếm hoi đạt được nhiều thành công và khẳng định được mình trong lĩnh vực nghệ thuật.
Hoa hậu Việt Nam 2008 thường xuyên được mời tham dự, giao lưu tại các chương trình văn hoá quan trọng cấp quốc gia hoặc tham gia trình diễn ở vị trí đặc biệt (Vedette) trong các sự kiện thời trang có quy mô, tính chất lớn và quan trọng nhất của ngành thời trang Việt Nam như: VietNam Collection Grandprix 2008 tại Hà Nội, Tuần lễ thời trang cưới Việt Nam 2009 tại thành phố Hồ Chí Minh, Đêm hội Chân dài 2009, 2010, 2011 tại thành phố Hồ Chí Minh, Đẹp Fashion Show, "Đêm thời trang Thần Thoại" tại Hà Nội, "Tuần lễ thời trang Việt Nam Thu - đông", "Tuần lễ Thời trang Việt Nam Xuân - Hè" (Vietnam Fashion Week) 2009, 2010, 2011, 2012, 2013 (thành phố Hồ Chí Minh, thành phố Hà Nội), "Đêm huyền thoại" tại Thành phố Hồ Chí Minh, chương trình "Đại lộ thời trang 2010", Vietnam Designers House (Ngôi nhà thiết kế Việt Nam), Chương trình "Lung linh sắc Việt", Tuần lễ văn hoá Vietnam với nước ngoài, Elle Fashion Show Vietnam,....
Hoa hậu Việt Nam Thuỳ Dung thường được mời làm người mẫu giới thiệu những bộ sưu tập mới nhất của các nhà thiết kế hàng đầu tại Việt Nam như Minh Hạnh, Hoàng Hải, Võ Việt Chung, Văn Thành Công, Trương Thanh Long, Thuận Việt, Công Trí... và thực hiện những bộ ảnh nghệ thuật cùng các nhiếp ảnh gia có tên tuổi như Quốc Huy, Lý Võ Phú Hưng, Tân Đà Lạt...
Trong đời thường, Hoa hậu Thùy Dung là mỹ nhân được truyền thông và khán giả đánh giá cao về gu thẩm mỹ, định hình được phong cách ăn mặc đẹp ổn định, sang trọng, tinh tế và phù hợp với hoàn cảnh. Phong cách của Thùy Dung thường được so sánh với những fashionista châu Á có tên tuổi với cách phối đồ cá tính và một phong thái rất thời trang.

## Thông tin khác
- Trong cuộc thi Hoa hậu Việt Nam 2008, Trần Thị Thùy Dung là thí sinh có chiều cao trội nhất (1,78m)[40]. Từ HHVN 2008 trở về trước, cô là Hoa hậu có chiều cao chỉ sau cựu HHVN 2006 Mai Phương Thúy (1,79m).
- Trần Thị Thùy Dung là hoa hậu Việt Nam đầu tiên đến từ Trung Bộ nói chung và Đà Nẵng nói riêng. Lần cuối cùng Trung Bộ có đại diện trong nhóm 5 người đẹp nhất là vào năm 1992, khi Hà Kiều Anh đăng quang ngôi vị Hoa hậu.
- Trần Thị Thùy Dung cũng là hoa hậu Việt Nam đầu tiên thuộc thế hệ sinh ra trong thập kỷ 1990 (hay là thế hệ 9x).